# Paradise (What About Us?)
„Paradise (What About Us?)” este un single și un EP al formației olandeze de metal simfonic Within Temptation, din cel de-al șaselea lor album de studio, Hydra. A fost lansat pe 27 septembrie 2013 cu trei melodii din albumul viitor în versiunile demo, fiind însoțit, de asemenea, de un videoclip. În această melodie apare fosta solistă a formației de metal simfonic Nightwish, Tarja Turunen. Pe lângă lansarea digitală, EP-ul a fost lansat și în versiune CD în Japonia. Un nou mix al melodiei a fost mai târziu lansat în albumul The Brightest Void al Tarjei Turunen.